# Historischer Verein für Steiermark
Der Historische Verein für Steiermark ist ein österreichischer Geschichtsverein, der 1850 unter der Schirmherrschaft Erzherzog Johanns gegründet wurde und sich mit der Erforschung und Vermittlung der steirischen Landesgeschichte befasst.

## Geschichte
Im Jahr 1843 gründete der Benediktinerpater und Universitätsprofessor Albert von Muchar mit einigen anderen Gelehrten den Historischen Verein für Innerösterreich, erster Obmann war der damalige Abt von Stift Rein. 1850 konstituierte sich der Verein neu unter dem bis heute geführten Namen und bezog ein Büro im Landhaus. Seit 1906 ist der Vereinssitz im Steiermärkischen Landesarchiv. Zunächst befasste sich der Verein primär mit der Sammlung und Erfassung von Geschichtsquellen und historisch bedeutsamen Gegenständen, die volksbildnerische Arbeit wurde erst allmählich aufgenommen. Die Archivalien des Vereins sind heute im Besitz des Landesarchivs, die archäologischen Fundstücke – darunter der Kultwagen von Strettweg – wurden dem Joanneum übergeben. Heute hat der Verein etwa 1300 Mitglieder und arbeitet eng mit den wissenschaftlichen Institutionen der Steiermark zusammen.

## Vereinstätigkeit und Publikationen
Der Historische Verein hält Vorträge und Seminare ab und veranstaltet Studienfahrten. Im Rahmen landeskundlicher Kurse an Schulen und Einrichtungen der Erwachsenenbildung kann auch eine Prüfung absolviert werden, die – bei entsprechendem Erfolg – zur Verleihung der Josef Wartinger-Medaille führt.
Regelmäßig publiziert werden folgende Organe:
- Die Zeitschrift des Historischen Vereines für Steiermark erscheint seit 1850 (bis 1906 als Mittheilungen des Historischen Vereines) in Form eines Jahrbuches, das neben wissenschaftlichen Beiträgen und Rezensionen auch Vereinsnachrichten publiziert.
- Die Blätter für Heimatkunde werden seit 1923 viermal pro Jahr herausgegeben und enthalten kürzere Aufsätze zur Geschichte, Volkskunde und Archäologie der Steiermark.

Daneben erscheinen in unregelmäßiger Folge Sonderbände der Zeitschriften und andere Buchveröffentlichungen.